# Vincenzo De Luca
Pour les articles homonymes, voir De Luca.
Vincenzo De Luca, né le 8 mai 1949 à Ruvo del Monte, est un homme politique italien, membre du Parti démocrate. Il est président de la région de Campanie depuis 2015.

## Biographie
Vincenzo De Luca est maire de Salerne une première fois par intérim en 1993, puis en titre de décembre 1993 à mai 2001. Il est élu député en 2001 et réélu en 2006. La même année, il retrouve la mairie de Salerne, où, avec un indice de satisfaction qui le place parmi les maires les plus appréciés dans un chef-lieu de cette taille, il est réélu en 2011 avec plus de 74 % des voix. 
Il occupe le poste de vice-ministre aux Infrastructures et aux Transports du gouvernement Letta du 2 mai 2013 au 22 février 2014.
Le 31 mai 2015, il est élu président de la région Campanie malgré des polémiques sur le fait qu'il soit éligible, en raison des dispositions sur les candidatures de la loi Severino, qui empêche les personnes condamnées à une peine d'au moins deux ans de réclusion de rester parlementaires et d'être élues pendant six ans. Il succède néanmoins à Stefano Caldoro le 18 juin suivant, avant d'être suspendu le 26 juin par un décret du président du Conseil Matteo Renzi. Cependant le 2 juillet, le tribunal ordinaire de Naples lève sa suspension en attendant la décision sur son appel.